# Ожеше
Ожеше (пољ. Orzesze) је град у Пољској у Војводству Шлеском у Повјату mikołowski. Према попису становништва из 2011. у граду је живело 19.539 становника.

## Становништво
Према прелиминарним подацима са пописа, у граду је 2011. живело 19.539 становника.
| 2002.  | 2011.  | 2012.  |
| ------ | ------ | ------ |
| 18.667 | 19.539 | 19.823 |